# Koharu Kusumi
Koharu Kusumi (jap. 久住 小春, Kusumi Koharu; * 15. Juli 1992 in Washima, Sandō-gun (heute: Nagaoka), Präfektur Niigata) ist eine japanische Schauspielerin, Sängerin und Model.

## Karriere
Koharu Kusumi war Mitglied der japanischen Girl Group Morning Musume. Sie zählt als Mitglied der 7. Generation und wurde 2005 durch ein Casting, als das von Tsunku ernannte „Miracle“ Mitglied von Morning Musume. Seit 2006 war sie auch in ihrer Anime-Rolle als Kirari Tsukishima (Kirarin☆Revolution) musikalisch aktiv. Am 6. Dezember 2009 verließ Koharu Kusumi Morning Musume und das Hello!Project.

## Gruppen
Hello! Project Groups
- Morning Musume (2005–2009)

Subgroups
- Morning Musume. Tanjo 10 Kinentai (2007)

Andere
- Kira*Pika (2007)
- Milky Way (2008)
- ZYX-a (2009)

## TV-Shows
- Hello! Morning (2005–2007)
- Musume Dokyu! (seit 2005)
- Kirarin Revolution (2006–2009)
- Haromoni@ (2007–2008)
- Yorosen (よろせん) (2008–2009)

## Radio
- 2005: TBC Fun Fīrudo Mōretsu Mōdasshu

## Photobooks
- 2006: Kusumi Koharu (久住小春)
- 2007: POP
- 2008: Koharu nikki (小春日記)
- 2009: Sugar Doll

## Diskografie
Alben
- 2006: Kirarin Revolution Song Selection (きらりん☆レボリューション　ソング・セレクション)
- 2006: Kirarin Revolution OST 1
- 2007: ☆☆☆ (Mitsuboshi) (☆☆☆ (みつぼし))
- 2007: Kirarin Revolution Song Selection Vol. 2 (きらりん☆レボリューション・ソング・セレクション2)
- 2007: Kirarin Land (きらりん☆ランド)
- 2008: Kirarin Revolution Song Selection Vol. 3 (きらりん☆レボリューション・ソング・セレクション3)
- 2008: Kirarin Revolution Song Selection Vol. 4 (きらりん☆レボリューション・ソング・セレクション4)
- 2008: Kirarin To Fuyu (きらりと冬)
- 2009: Best Kirari (ベスト☆きらり)
- 2009: Kirarin Revolution Song Selection Vol. 5 (きらりん☆レボリューション・ソング・セレクション5)

Singles
- 2006: Koi Kana (恋☆カナ)
- 2006: Balalaika (バラライカ)
- 2007: Happy (Happy☆彡)
- 2007: Chance! (チャンス！)
- 2008: PaPanCake (パパンケーキ)
- 2009: Happy Happy Sunday! (はぴ☆はぴ サンデー！)

Kira*Pika
- 2007: Hana wo pun/Futari wa NS (はなをぷーん/ふたりはNS)

Milky Way
- 2008: Anata Boshi (アナタボシ)
- 2008: Tan Tan Taan! (タンタンターン！)